# Дискразия
Дискразия (от др.-греч. δυσκρασία, «неправильное смешение») — концепция, разработанная во II веке н. э. Галеном в развитие теории «четырёх соков» Гиппократа, противопоставлялась эукразии — гармонии «соков», органов и темперамента. 
В настоящее время этот термин иногда используется в гематологии для обозначения неспецифических заболеваний крови. В современной медицине «общая дискразия» констатируется при повышении либо снижении концентрации клеточных элементов крови.
Выражением «дискразия плазматических клеток» иногда называют парапротеинемию (моноклональную гаммопатию).